# HD202406
HD202406 — хімічно пекулярна зоря спектрального класу F2, що має видиму зоряну величину в смузі V приблизно  7,9.
Вона  розташована на відстані близько 1399,8 світлових років від Сонця.